# MODERN BOOGIE
『MODERN BOOGIE』（モダンブギー）は、日本のロックバンド、PERSONZの2枚目のオリジナルアルバムである。

## 内容
- 2ndシングル『BE HAPPY』と3rdシングル『CAN'T STOP THE LOVE』を収録。

## 収録曲
1. CAN'T STOP THE LOVE
　（作詞：JILL / 作曲：渡邉貢 / 編曲：PERSONZ）
2. PHYSICAL BEATS
　（作詞：JILL / 作曲：本田毅 / 編曲：PERSONZ）
3. 鏡の中のLABYRINTH
　（作詞：JILL / 作曲：本田毅 / 編曲：PERSONZ）
「CAN'T STOP THE LOVE」のB面曲。
4. RESTLESS SUNDAY
　（作詞：JILL / 作曲：本田毅 / 編曲：PERSONZ）
「BE HAPPY」のB面曲。
5. FUNNY MONEY
　（作詞：JILL / 作曲：渡邉貢 / 編曲：PERSONZ）
6. BE HAPPY
　（作詞：JILL / 作曲：渡邉貢 / 編曲：PERSONZ）
7. CRY FOR THE MOON
　（作詞：JILL / 作曲：渡邉貢 / 編曲：PERSONZ）
8. POISON MIND
　（作詞：JILL / 作曲：渡邉貢 / 編曲：PERSONZ）
9. ESCAPE GENERATION
　（作詞：JILL / 作曲：藤田勉 / 編曲：PERSONZ）
10. TENDERNESS -IT'S SO SENSITIVE-
　（作詞：JILL / 作曲：渡邉貢 / 編曲：PERSONZ）
11. LOVE IN THE DARKNESS
　（作詞：JILL / 作曲：本田毅 / 編曲：PERSONZ）
12. MODERN BOOGIE -FOR THE GOLDEN AGE-
　（作詞：JILL / 作曲：JILL・渡邉貢 / 編曲：PERSONZ）

## 品番
CD: 30CH-314

LP: 28BA-19

MT:28TB-19

CD: TECN-20351 (1996.7.21)※LOW PRICE盤

CD: TECI-1197 (2008.7.23)※紙ジャケット仕様／限定盤

CD: MSCL-60262 (2013.8.28)※MEG-CD盤

CD: TEI40 (2014.3.26)※Loppi･HMV限定盤